# Ameridion paidiscum
Ameridion paidiscum är en spindelart som först beskrevs av Claude Lévi 1959.  Ameridion paidiscum ingår i släktet Ameridion och familjen klotspindlar.
Artens utbredningsområde är Panama. Inga underarter finns listade i Catalogue of Life.